# 新潟県道385号浅草山大白川停車場線

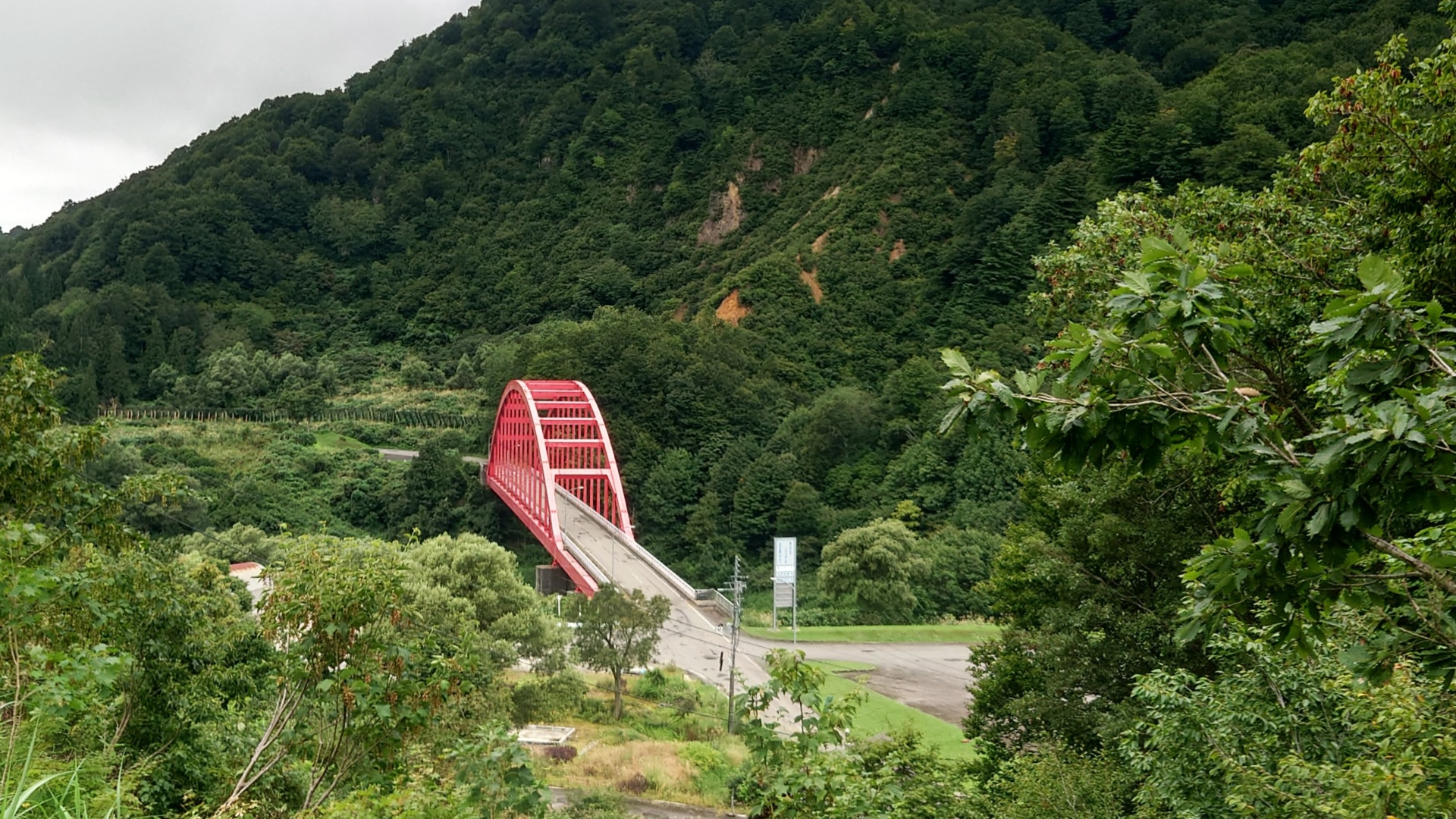
大白川の浅草山荘付近。浅草大橋

新潟県道385号浅草山大白川停車場線（にいがたけんどう385ごう あさくさやまおおしらかわていしゃじょうせん）は、新潟県魚沼市内を通る一般県道である。

## 概要

### 路線データ
- 起点：新潟県魚沼市大白川字浅草山
- 終点：大白川停車場（新潟県魚沼市大白川字末沢）

## 地理

### 通過する自治体
- 新潟県
魚沼市

### 交差する道路
- 魚沼市道大白川231号線（起点：魚沼市大白川字浅草山、「新潟県立浅草山麓エコ・ミュージアム」東方）

この間冬季閉鎖区間あり（場所：魚沼市大白川字浅草山～五味沢、距離：3.7km、期間：11月中旬～6月上旬、迂回路：なし、備考：災害規制からの切替）
- 魚沼市道大白川32号線(起点：大白川字五味沢、浅草山荘付近)
- 新潟県道346号親柄大白川停車場線（魚沼市大白川字本村 - 魚沼市大白川字末沢（終点）で重複）
- 国道252号（終点：魚沼市大白川字末沢、「大白川駅」東方）

### 沿線
- JR只見線 大白川駅
- 大白川簡易郵便局
- 越後三山只見国定公園
- 浅草岳
  - ネズモチ平登山口
- 破間川
- 破間川ダム
- 新潟県立浅草山麓エコ・ミュージアム - 当県道不通の期間は、休園。
- 奥只見レクリエーション都市公園 （浅草岳地域）浅草岳公園
  - 五味沢地区
  - ネズモチ平地区